# Katastrofa kolejowa pod Starogardem Gdańskim
Katastrofa kolejowa pod Starogardem – katastrofa, która wydarzyła się 30 kwietnia 1925 roku. Należy do najpoważniejszych tego typu wypadków w dwudziestoleciu międzywojennym oraz do największych katastrof kolejowych w Polsce.

## Przebieg zdarzenia
Katastrofa miała miejsce na terytorium Polski, pomiędzy stacjami Swarożyn i Starogard (linia kolejowa nr 203) na zakręcie, gdzie nasyp kolejowy po obu stronach miał wysokość 8–9 metrów. Wypadek wydarzył się na zachodnim torze, uległ mu pociąg pospieszny międzynarodowy nr 907, kursujący między Prusami Wschodnimi a Niemcami przez korytarz gdański na trasie Insterburg – Berlin. Skład stanowiło 9 wagonów, w tym 1 sypialny, 1 bagażowy.
Do zdarzenia doszło po wyjeździe pociągu z lasu na łuku linii torów. Dokładne badanie miejsca rozkręcenia szyn wskazało, że szyny wraz z podkładem przesunięte były o około 8 centymetrów, co miało spowodować natychmiastowy zjazd pociągu z nasypu z wysokości około 6 metrów. Jednak prędkość pociągu pośpiesznego (80 km/h) oraz jego ciężar spowodowało, że jechał on jeszcze parę metrów po torze (lecz nie na szynach) i ostatecznie wrył się w ziemię. Rozmiary katastrofy mogły być większe, gdyby nie przytomność umysłu kierownika pociągu i jego zastępcy. Według zeznań zastępcy kierownika pociągu, Franciszka Wintera, w momencie szarpnięcia parowozem kierownik pociągu Gierkicki (Gielicki vel Galicki) doskoczył do hamulca, po czym pociąg wykoleił się i przewrócił. Winter został wyrzucony z parowozu, jednak szybko doskoczył do parowozu spuścił parę i zapuścił pompę wodną, żeby zapobiec eksplozji kotła.
Wagon bagażowy oraz sypialny pozostały prawie nietknięte, natomiast wagon 3 został kompletnie rozbity przez wagon 4, który wraz z wagonem 5 był poważnie uszkodzony. 
Na miejscu katastrofy zauważono, że przy obu szynach były odkręcone śruby (12 sztuk) i odjęte łubki-łącza (tzw. łasze), 3 łubki i 3 śruby znaleziono w lasku po wschodniej stronie, około 30 metrów od miejsca rozkręcenia szyn. 

## Ofiary
Na skutek zdarzenia na miejscu zginęło 25 pasażerów, w większości obywateli niemieckich (12 kobiet, 11 mężczyzn oraz 2 dzieci), a co najmniej 12 odniosło ciężkie rany, w wyniku których 4 osoby zmarły w tczewskim szpitalu, zwiększając bilans zabitych do 29. Ponadto 60 osób odniosło lekkie obrażenia. Według doniesień prasowych w maju 1925 roku zginęło 38 osób, a 18 osób było rannych (w tym 12 ciężko).
Ranni i zabici pochodzili przede wszystkim z wagonów 3 i 4. Wśród zabitych znajdował się jeden obywatel polski, urzędnik celny z Chojnic, Jan Szifelbein (Sziefelbein).

## Akcja ratunkowa

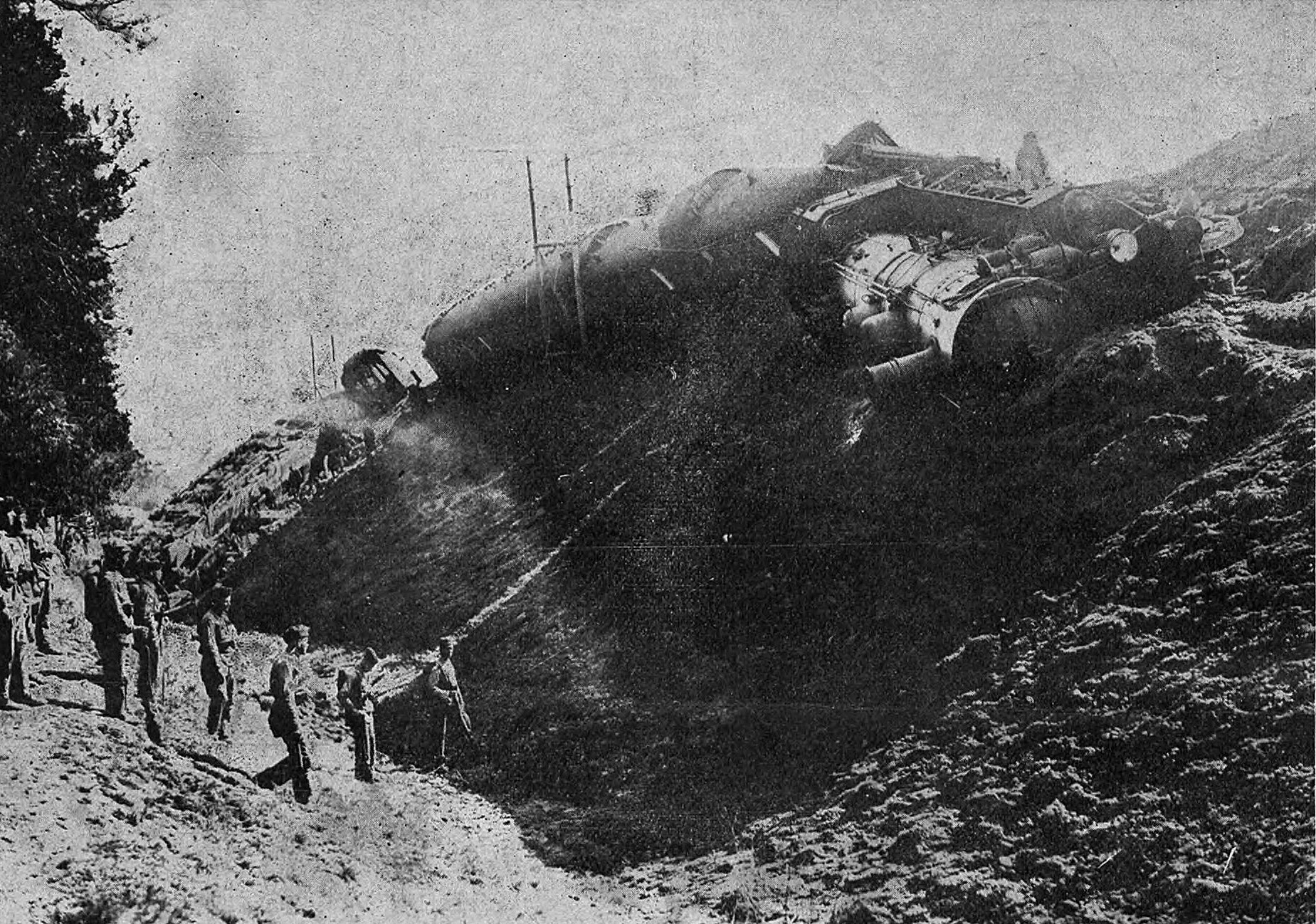
Widok po katastrofie

Natychmiast po wiadomości o katastrofie bezzwłocznie zarządzono ścisłą kontrolę wszystkich wyjeżdżających z Polski drogą kolejową, kołową oraz pieszą, dodatkowo wzmocniono straż tzw. „zielonej granicy”, a także patrolowanie dróg w kierunku Starogardu i przeprowadzano rewizję jadących i idących tymi drogami.
Zaraz po pierwszych informacjach o wypadku podjęto energiczną akcję ratunkową, przewożąc rannych do szpitali w Starogardzie i Tczewie. Starogardzki lekarz powiatowy chirurg Alfons Gaszkowski zdołał uratować 7 rannych, za swoje wysiłki w celu ratowania umierających ten lekarz został odznaczony Złotym Krzyżem Zasługi.
Miejsce katastrofy i okoliczny teren został otoczony kompanią wojskową 65 pp.

## Dochodzenie i ustalenie przyczyny wypadku
Jeszcze w nocy na miejsce wypadku udał się starosta starogardzki, Naczelnik Stacji Starogard, kierownik Ekspozytury Policji Politycznej w Tczewie aspirant Kornel Stejka wraz z dwoma wywiadowcami oraz Sędzia Śledczy Sądu Powiatowego w Starogardzie. Rano przybył Prokurator przy Sądzie Okręgowym w Starogardzie. Natomiast w godzinach przedpołudniowych przybyła międzyministerialna komisja z Warszawy i inspektor bezpieczeństwa MSW oraz wiceminister kolei Julian Eberhardt, zaś z ramienia władz wojewódzkich wicewojewoda dr Hilary Ewert-Krzemieniewski z wyższym oficerem PP Okręgu XII (pomorskiego) podinspektorem Stanisławem Cyankiewiczem. Z Torunia przyjechał na miejsce wypadku niemiecki konsul, gdyż większość ofiar jak wspomniano stanowili obywatele niemieccy. Minister wyznaczył nagrodę w wysokości 50.000 zł za wskazanie sprawców zamachu. Później na jednej z konferencji zapadła decyzja o zwróceniu się do Ministerstwa Kolei o podwyższenie nagrody do 100 tys. zł.
Już we wczesnych godzinach rannych zaczęło się intensywne dochodzenie i formułowanie pierwszych wniosków oraz hipotez. Do polskich policjantów i urzędników dołączyli przedstawiciele gdańskiej prokuratury (John Muhl) i policji kryminalnej.
Pomimo podjętego na szeroką skalę śledztwa przez Policję Polityczną, nie wykryto sprawców tej katastrofy. Technika wykonania zamachu wskazywała na pracę specjalistów, biorąc pod uwagę sprawne współgranie takich czynników jak czas, miejsce oraz skutki katastrofy. Od początku założono, że zamach mógł mieć podłoże polityczne i wzięto pod uwagę trzy grupy sprawców. Pierwszą z nich były niemieckie organizacje, które mogły dokonać dywersji w celu zaakcentowania niemieckiego charakteru tzw. korytarza polskiego (niem. Polnischer Korridor), który oddzielał Prusy Wschodnie od reszty Niemiec. Drugą grupą były organizacje komunistyczne, które tuż po katastrofie obchodziły Święto 1 maja, uczestnicząc w pochodach i demonstracjach w miastach oraz miasteczkach całego kraju. Trzecią z grup mogli tworzyć zwolnieni kolejarze, którzy w akcie zemsty dokonali zamachu.

## Reakcje międzynarodowe
Wieści o wypadku rozeszły się lotem błyskawicy po całym kraju, docierając również poza granice państwa. Arthur Neville Chamberlain, ówczesny minister zdrowia (w latach 1937–1940 premier Wielkiej Brytanii), pytany przez jednego z posłów w parlamencie o katastrofę pod Starogardem odpowiedział, że istotnie zwracano jego uwagę na ten wypadek, jednak sprawa ta powinna zostać rozstrzygnięta przez zainteresowane strony. Niemiecka prasa szybko podniosła głos, że tragedia, w której śmierć poniosło ponad dwudziestu obywateli niemieckich, spowodowana była fatalnym stanem podkładów kolejowych na polskim odcinku trasy. Dlatego też niemiecka Generalna Dyrekcja Kolejowa wystąpiła do polskich władz o odszkodowanie w wysokości 7–8 milionów marek za zniszczony pociąg oraz za ubezpieczenia dla zabitych pasażerów. Oburzenie niemieckiego społeczeństwa było tym większe, gdy na łamach dzienników mogli przeczytać, że transport zwłok przewiezionych do Malborka odbył się w nieodpowiednich warunkach. Dwuznaczna sytuacja szybko się wyjaśniła, bowiem Polacy zamierzali przewieźć ciała w trumnach, jednak strona niemiecka domagała się jak najszybszego wydania zwłok i od tego odstąpiono. Natomiast gdańskie dzienniki informowały, jakoby pośpieszne pociągi tranzytowe kursują przez teren Polski zamknięte na klucz lub zaplombowane, wskutek czego podróżni w razie nieszczęśliwych wypadków nie mogą wydostać się z wagonów.